# Gmina Mali Bukovec
Gmina Mali Bukovec (chorw. Općina Mali Bukovec) – gmina w Chorwacji, w żupanii varażdińskiej. W 2011 roku liczyła  2212 mieszkańców.